# Kabayan
Kabayan é um município de  quarta classe de renda municipal (d) na província Benguet, nas Filipinas. De acordo com o censo de 1 de maio  de  2020 possui uma população de 15 806 pessoas e 3 752 domicílios.